# Turnera panamensis
Turnera panamensis är en passionsblomsväxtart som beskrevs av Ignatz Urban. Turnera panamensis ingår i släktet Turnera och familjen passionsblomsväxter. Inga underarter finns listade i Catalogue of Life.